# Niah-Höhlen

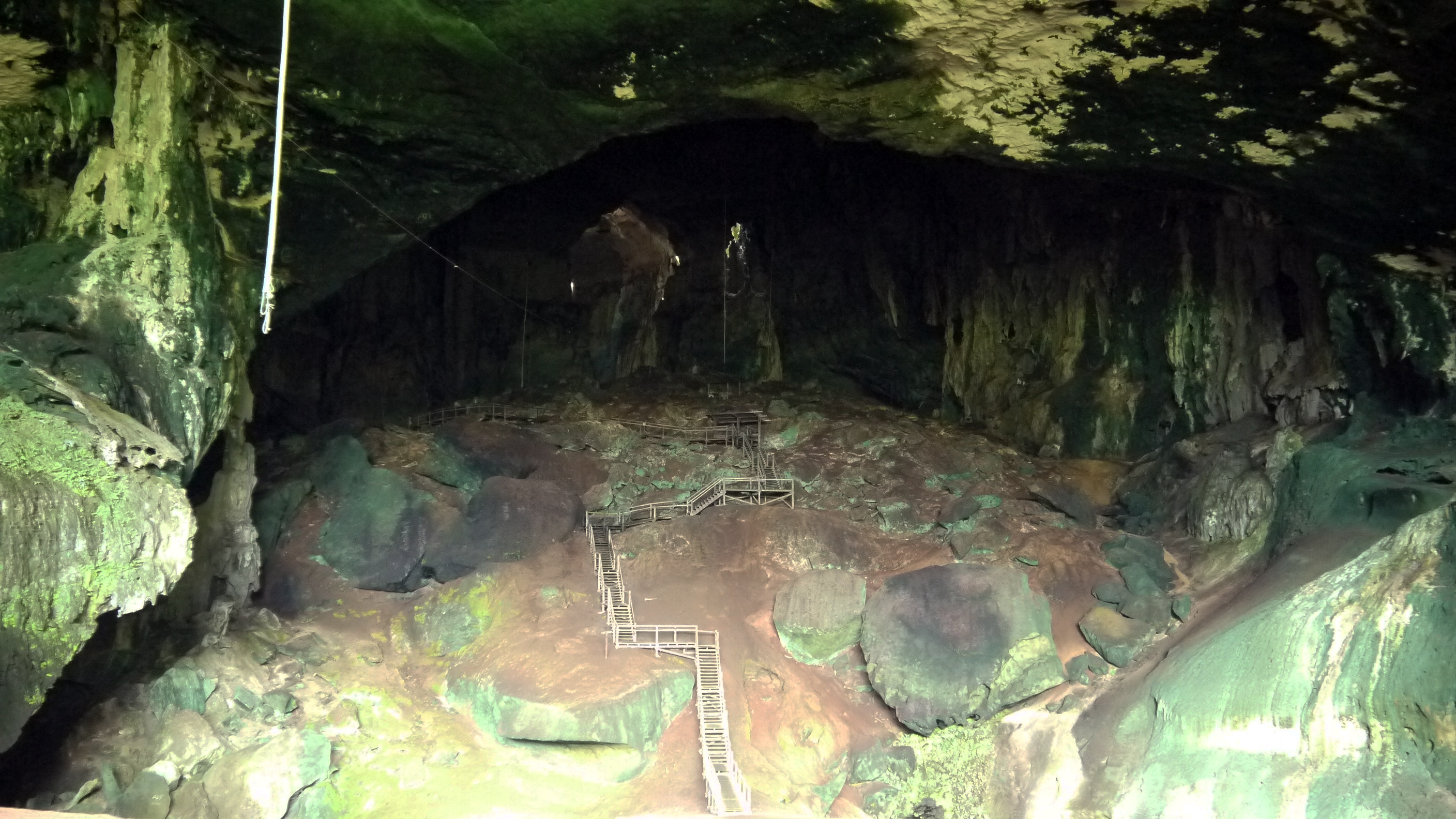
Die Große Höhle, Blick von außen ins Innere

Die Niah-Höhlen liegen im Distrikt von Miri in Sarawak, Malaysia, auf der Insel Borneo. Sie sind eine bedeutende Touristenattraktion in Sarawak und für ihre „Schwalbennester“ (erbaut durch Salanganen) bekannt. Zudem ist die Haupthöhle eine bedeutende archäologische und paläoanthropologische Fundstätte.

## Lage und Gestalt
Die Höhlen sind Teil des Nationalparks Niah. Der Niah-Nationalpark war 31,4 km² groß, als er 1974 gegründet wurde.
Die Haupthöhle, die Große Höhle von Niah, liegt in einem Kalksteinberg mit dem Namen „Subis“ und besteht aus einer Anzahl voluminöser Kammern mit sehr hohen Decken. Sie ist ungefähr einen Kilometer lang in Nord-Süd-Richtung und ungefähr einen halben Kilometer breit. Sie ist vom Hauptkomplex des Gunung Subis durch ein Tal getrennt, das ungefähr 150 bis 200 Meter breit ist.
Der Komplex Gunung Subis liegt an seinem höchsten Punkt ungefähr 394 Meter über dem Meeresspiegel. Der gesamte Gunung-Subis-Kalksteinkomplex liegt ungefähr 17 Kilometer vom südchinesischem Meer entfernt im Binnenland und 65 Kilometer westlich der Stadt Miri. Er hat ungefähr die Gestalt eines Herzens, das fünf Kilometer von Norden nach Süden und vier Kilometer in der Breite misst. Der Berg (Gunung) Subis ist von Flachland mit leicht geneigten Hügeln umgeben, aus dem sich das Kalksteinmassiv recht abrupt aus dem Dschungel erhebt. Einige Klippen sind über 100 Meter hoch. Obschon dieses Höhlensystem, verglichen mit anderen in Sarawak, kein sehr großes ist, wurde geschätzt, dass es ungefähr 10 Hektar umfasst und dass das Höhlendach sich an einigen Stellen 75 Meter hoch erhebt. In geologischer Hinsicht ist der Kalkstein Teil der Subis-Formation. Sie datiert ungefähr 20 bis 16 Millionen Jahre zurück ins frühe Miozän.

## Archäologische und paläoanthropologische Funde
Anhand von Fossilien wurde nachgewiesen, dass sich anatomisch moderne Menschen (Homo sapiens) schon im Jungpleistozän in der Große Höhle von Niah aufgehalten haben; insgesamt wurden mehr als 250 einzelne Knochen und Knochen von Teilskeletten entdeckt. Der bedeutendste Fund ist ein menschlicher Schädel (bekannt als „Deep Skull“), der 1958 entdeckt und dessen Alter auf 45.000 bis 39.000 Jahre datiert wurde; der Fund gilt als ältester Beleg für die Anwesenheit von Homo sapiens auf den südostasiatischen Inseln.
Die Erforschung der Höhlen wurde von Tom Harrisson in Zusammenarbeit mit Barbara Harrisson in den 1950er- und 1960er-Jahren begonnen. Seit jener Zeit forschen örtliche Universitäten und ausländische Wissenschaftler ununterbrochen, und über die Höhlen wurden viele Artikel veröffentlicht, vor allem im „Sarawak Museum Journal“. Die Örtlichkeit wurde zum Beispiel von 1999 bis 2003 von einer britisch-malaysischen Forschergruppe neu untersucht, um die Genauigkeit der Arbeiten beider Harrisons zum Beispiel mit Hilfe neuerer Datierungsmethoden zu überprüfen.
Gegenstände, die man in den Höhlen von Niah fand, umfassen Werkzeuge aus dem Pleistozän, neolithische Äxte, Scheibenbeile (Dexeln), Töpfereiarbeiten, Muschelschmuck, Boote, Flechtmatten, und in jüngeren Schichten eiserne Werkzeuge, Glas- und Keramikarbeiten aus der Eisenzeit.
Die „Bilderhöhle“, in einem eigenen, wesentlich kleineren Kalksteinfelsen gelegen, enthält Felszeichnungen, die ungefähr 1200 Jahre alt sind, darunter als „Totenschiffe“ gestaltete Holzsärge.